# Smalcitronbi
Smalcitronbi (Hylaeus angustatus) är en biart som först beskrevs av Schenck 1861. Smalcitronbi ingår i släktet citronbin, och familjen korttungebin. Inga underarter finns listade i Catalogue of Life.

## Beskrivning
Arten är ett cylindriskt bi med svart grundfärg. I ansiktet har hanen och oftast även honan blekgula markeringar. Hos hanen är clypeus (munskölden) och större delen av pannan blekgul; även på sidorna finns blekgula fält. Honans blrkgula markeringar inskränker sig till sidorna, de är dessutom mindre än hanens, ibland kan de saknas helt. Bakkroppen är helt svart hos båda könen. Arten är mycket liten, med en kroppslängd på 4,5 till 5,5 mm.

## Ekologi
Smalcitronbiets livsmiljö är framför allt skogsbygder, där den gärna förekommer i sandtag och skogsbryn. Den kan också påträffas i häckar, torra, betade kustängar, ruderatmark och även kring bebyggelse. I bergsterräng som Alperna kan arten gå upp till 1 700 m. Arten är generalist med avseende på födoväxter, och flyger gärna till blommande växter som fetknoppssläktet i familjen fetbladsväxter, fibblor och sandvita i korgblommiga växter samt strimsporre i lejongapsväxter. Andra växtfamiljer som den har observerats besöka är flockblommiga växter, korsblommiga växter, klockväxter, ärtväxter, resedaväxter och rosväxter.
Larvbona inrättas ofta i torra växtstänglar, gärna från buskar i björnbärskomplexet samt inseksgångar i döda träd.

## Utbredning
I Europa finns smalcitronbiet från Medelhavet i söder till de nordiska länderna i norr, samt från Nederländerna och Iberiska halvön i väster till Kaukasus i öster, samt vidare österut till Iran och Libanon. Arten förekommer också i Marocko i Nordafrika.
I Finland är arten mycket ovanlig, endast tio fynd har registrerats; förutom på Åland utgörs de av två fynd; ett i sydvästligaste Lappland (Kemi, 2021) och ett gammalt fynd från 1800-talet i Österbotten. Arten är därför rödlistad av Finlands Artdatacenter som starkt hotad ("EN").
I Sverige är arten spridd över hela landet, inklusive Öland och Gotland, utom i fjälltrakterna och det inre skogslandskapet i Lappland. Arten är vanlig i landet, och klassificerad som livskraftig ("LC") av Artdatabanken.